# Madara Uchiha
Madara Uchiha (うちはマダラ Uchiha Madara?) es un personaje antagónico de la serie de manga Naruto, escrita e ilustrada por Masashi Kishimoto. Antes del comienzo de la historia llegó a convertirse en la figura principal de su clan, y era una reencarnación de Indra Ōtsutsuki, así como uno de los ninjas más poderosos de todos los tiempos. En la primera parte, donde no hace aparición física, se lo menciona durante la batalla entre Naruto Uzumaki y Sasuke Uchiha, cuando este último hace un comentario sobre un histórico enfrentamiento de Madara contra el primer Hokage, Hashirama Senju. En la segunda parte, pasa de ser una figura de leyenda a estar involucrado en la mayoría de desgracias que azotan al mundo ninja, aun muerto. Esto es posible gracias a que había instruido a un joven Obito Uchiha para que llevara a cabo un malévolo plan, mediante el cual acaba siendo resucitado.

## Historia

El abanico de guerra de Madara.

Madara creció en constante competencia con su hermano menor, Izuna Uchiha. Ambos eran reconocidos como los miembros más talentosos de su clan. Su competencia los condujo a obtener el Mangekyō Sharingan, y así, fueron capaces de tomar el control del Clan Uchiha, en el cual Madara actuaba como líder. Aún para los estándares de su clan, el chakra de Madara fue inusualmente fuerte. En una época definida por la guerra, todo lo que hizo fue la batalla, y todavía buscaba a ser aún más fuerte. Bajo su liderazgo, el clan conquistaba todo lo que encontraban. En una pelea contra el clan Senju. El Mangekyō Sharingan tenía muchas consecuencias por su uso, una de ellas era perder la vista, Madara mantenía activo su Mangekyō Sharingan todo el tiempo y como resultado perdió la vista y se trasplantó los ojos de su hermano herido de muerte, para así poder rehabilitar su visión y obtener el Mangekyō Sharingan eterno.

### Fundación de Konoha
Años después, el Clan Uchiha constantemente se enfrentó con el Clan Senju igualmente poderoso. Para poner fin a la lucha constante, el líder de los Senju, Hashirama Senju, se acercó al Clan Uchiha con una ofrenda de paz. Aunque Madara no quería la paz con los Senju, el resto del Clan Uchiha querían poner fin a los combates, y Madara no tenía más remedio que estar de acuerdo con su decisión. Los Senju y Uchiha, y todos los clanes que habían conquistado se unieron para formar la Aldea Oculta de la Hoja. Contra los deseos de Madara, los habitantes del pueblo eligieron como primer Hokage a Hashirama . Durante la época en que era un ninja de Konoha, Madara viajó a Iwagakure y se acercó a un joven Ōnoki acompañado del Tsuchikage de ese momento y su tutor, donde se les informó que a pesar de la alianza que había hecho con los Senju, su pueblo iba a permanecer en el poder dominante y que a partir de ese momento, ellos obedecían a Konoha. Más tarde, Madara luchó contra el primer hokage perdiendo esta batalla.

### Batalla contra Hashirama
Madara temió que Hashirama oprimiera a los Uchiha, y trató de conseguir apoyo para desafiar su liderazgo. Sin embargo los Uchiha le dieron la espalda a él, creyendo que sus motivos solo se debieron al orgullo y el deseo de más poder. Abandonado por su clan, Madara abandonó la aldea jurando venganza; después de regresar con el fin de impugnar a Hashirama en la batalla. Lucharon en el lugar que algún día sería llamado el Valle del Fin, donde, aunque Madara exhortó al Kyubi, fue derrotado cuando el control del Kyubi fue tomado por Hashirama, allí aparentemente murió.
A pesar de perder la batalla, fue capaz de sobrevivir y ganar un poco del ADN de Hashirama, que se trasplanto en sus heridas. Aunque señaló que en un principio no le sucedió nada, cuando estaba llegando al final de su vida natural, despertó el Rinnegan. También adquirió el Elemento Madera y como tal poseía el ADN Uchiha y Senju, cuando despertó estos ojos obtuvo la capacidad de convocar la Estatua Demoníaca del Camino Exterior, la que uso como un catalizador para cultivar las células de Hashirama Senju. Más tarde trasplanta sus ojos Rinnegan en un niño llamado Nagato sin que este lo supiera, y más tarde sustituyó a su ojo derecho con un Sharingan libre.

### Encuentro con Obito
Madara vivió muchos años hasta aproximadamente la finalización de la Tercera Gran Guerra Mundial Shinobi, aunque con un cuerpo ya muy desgastado, y que mantenerse con vida se vio obligado a utilizar la Estatua Demoníaca del Camino Exterior como un sistema de soporte de vida, conectada a un Árbol con los Genes de Hashirama, de este modo la Estatua constantemente suministraba chakra a Madara, o de lo contrario moriría inmediatamente. Durante esta Guerra encontró al joven y prácticamente muerto Obito Uchiha, y comenzó un aparentemente largo proceso de curación. Madara luego le ordena al Zetsu Blanco y un clon espiral de Zetsu con la tarea de custodiar a Obito y ayudarlo con su rehabilitación, por lo que podría ser útil para él en el momento en que se despertó. Después de que Obito volvió a él como lo había predicho, ahora seguro que Obito era sincero con Madara, lo llevó a un mundo ilusorio y le contó sobre el Sabio de los Seis Caminos y la Bestia de Diez Colas. Luego pasó a enseñarle varios Kinjutsus Uchiha, los del Rinnegan y el Elemento Yin-Yang. Antes de pasar, Madara también creó al Zetsu Negro vertiendo su voluntad al Zetsu Blanco, con eso Madara se desconecta de la estatua y con su último aliento le dijo a Obito que se hiciera amigo de Nagato para poder ser revivido algún día.
Cuando finalmente Madara murió años más tarde Obito bajo la identidad del Enmascarado "Tobi" tomó posesión de su identidad diciendo que en vez de morir salió malherido, desde ahí empezó a realizar acciones a nombre de él. Sin embargo, Orochimaru y más tarde Kabuto Yakushi habrían descubierto la verdad detrás del sujeto enmascarado que se hacía pasar por Madara, luego de que estos buscaran las respuestas en el Valle del Fin sobre su muerte verdadera, logrando encontrar y traer devuelta al malvado Uchiha mediante el jutsu del Edo Tensei para chantajear a Obito, donde este último inicialmente se sorprende de esta revelación y le exige saber a Kabuto de donde fue que saco el cuerpo original de Madara, cuya única ubicación solo la conocía Obito, pero Kabuto le asegura que no le revelaría este secreto a nadie, siempre y cuando acepte trabajar con él.

## Apariencia
El aspecto original de Madara llevaba el pelo largo, largo hasta los hombros, a diferencia de Izuna, Madara no lo mantiene atado en una coleta. También llevaba el traje estándar del Clan Uchiha: una camisa de cuello alto negra con el símbolo del clan en la espalda y pantalón azul con vendas en los extremos, aunque Madara tiende a dejar el cuello de la camisa abierta. En la cintura, tenía un cinturón venda que sostenía una bolsa que presumiblemente, tiene herramientas ninja.
Al declarar una tregua con el clan Senju y fundar Konoha, Madara había dejado crecer el pelo aún más, hasta la cintura. También llevaba protector de la aldea en la frente, y una armadura roja, de apariencia similar a los usados por los Samurái y los Senju. Tras la deserción, parece haber descartado el protector de la frente.

## Habilidades
Varios personajes se han referido a Madara como uno de los ninjas más dotados de la historia. Se ha observado que ha nacido con un chakra particularmente poderoso, que afirma es la razón de su "terca negativa a morir". Hasta el Kyubi mencionó que el chakra de Madara es aún más siniestro que el suyo. Madara ha demostrado ser capaz de derrotar a varios oponentes poderosos. Onoki, el Tercer Tsuchikage, describe las habilidades visuales de Madara como algo que puede hacer hablar hasta al mejor ninja, mientras que Gaara dijo que tenía el poder de un Dios. Tsunade, por su parte, duda que Tobi en realidad sea Madara Uchiha y que solo esté usando su nombre porque el nombre de 'Madara Uchiha' es sinónimo de poder mientras Obito llevaba a cabo sus planes.

### Dōjutsu

#### Sharingan

El Sharingan de Madara con sus tres aspas.

Madara había dominado su Sharingan a temprana edad, y recibió elogios por ello. Su manejo con su Dojutsu era tan sorprendente que logró dominar una técnica muy parecida a la Shisui Uchiha en donde este podía controlar la mente de las personas, incluso ha sido capaz de transformar este al Rinnegan.
Madara fue el primero de los Uchiha en activar el Mangekyō Sharingan. Su hermano, despertó el suyo poco después de Madara, utilizó este poder nuevo y profundo para hacerse cargo del clan Uchiha. Después de quedar ciego a causa de la utilización continua del Mangekyō Sharingan(pues este quema los ojos) se implantó los ojos de su hermano quien fue asesinado por Tobirama, el hermano menor de Hashirama. Madara despierta un nuevo poder, EL Mangekyō Sharingan "Eterno", una combinación de su propio Mangekyō Sharingan y el de Izuna. Con él, Madara nunca tendría el riesgo de perder la vista otra vez.
Hasta la fecha se lo ha visto poder utilizar el Susanoo siendo este un particular color fuerte, dos caras totalmente diferentes que se unen a lo largo de su columna vertebral, con cada una de estas ha mostrado un par de brazos dando un total de cuatro. El cual tiene un gran poder destructivo y la capacidad de crear espadas de chakra. 
Estos poderes que suelen estar en los clones de estos son habilidades que solo pueden tener los del clan Uchiha. 

#### Mangekyō Sharingan

Mangekyo Sharingan de Madara.

Este ojo le da al usuario nuevas técnicas oculares (si tiene dos mangekyōs) o una técnica (si tiene un solo mangekyō) además le da la mayoría de técnicas por ejemplo el susanoo y el Tsukuyomi.

#### Mangekyō Sharingan Eterno

Mangekyō Sharingan Eterno de Madara Uchiha.

Madara fue el primero de los Uchiha en activar el Mangekyō Sharingan. Su hermano despertó el suyo poco después de Madara, y este último utilizó este poder nuevo y profundo para hacerse cargo del Clan Uchiha. Después de quedar ciego a causa de la utilización continua del Mangekyō Sharingan, se implantó los ojos de su hermano en su propio cuerpo. Madara despierta un nuevo poder, Mangekyō Sharingan "Eterno", una combinación de su propio Mangekyō Sharingan y el de Izuna. Con este poder, Madara nunca temería el riesgo de perder la vista otra vez, y además con ella podía controlar totalmente al Nueve Colas. Hasta la fecha se lo ha visto poder utilizar el Susanoo, siendo este, un particular color azul, dos caras totalmente diferentes que se unen a lo largo de su columna vertebral, con cada una de estas a mostrando un par de brazos dando un total de cuatro. También posee el "Choku Tomoe" (直巴, Choku Tomoe), lo que le proporciona una mayor fluidez en sus movimientos mientras combate. 
Las capacidades defensivas de su Susanoo son altas, incluso en su estado incompleto: la caja torácica es capaz de resistir la Super Gran Bola Rasengan de Naruto Uzumaki y un Corte de Rayo de Opresión Horizontal sin ningún daño. También empuña hojas onduladas en la mano derecha de cada lado y parece ser capaz de contribuir a algunas de las técnicas de Madara, ya que se observó la formación de Sellos Manuales junto a él durante la batalla. Madara también es capaz de utilizar la técnica de Yasaka no Magatama.

#### Rinnegan

Rinnegan de Madara Uchiha.

Según el mismo Madara, este evolucionó su Sharingan al dojutsu del Sabio de los Seis Caminos poco antes de su muerte, quizás al hacer experimentos con su cuerpo, demostrando poder pasar del Mangekyō Sharingan "eterno" al Rinnegan en un corto período de tiempo y utilizar las habilidades de este pudiendo usar el Camino Preta y más tarde, combinado con el Susano'o, que Madara en el manga 589 lo hace perfectamente, es capaz de atraer hacia abajo a un asteroide. Kabuto alegó que; todo ese poder se debe a las modificaciones que este hizo en el cuerpo del Uchiha aunque Madara estaba seguro de que ese poder era suyo, poco después se vio que el Rinnegan era el poder ocular más grande de la historia.

#### Equipamiento
Madara ha mostrado una cantidad de armas a través de los años. Llevaba una guadaña de guerra con él durante la mayor parte de su vida hasta su batalla con el primer hokage. También se le ha visto manejando varias espadas a la vez en toda su vida desde sus días en el campo de batalla e incluso mostró maestría con ellas. Es un ninja que maneja muchos tipos de armas.